# Weidenmühle (Willanzheim)
Weidenmühle ist ein Wohnplatz des Marktes Willanzheim im Landkreis Kitzingen (Unterfranken, Bayern). Sie liegt in der Gemarkung Willanzheim.

## Geografische Lage
Die Einöde liegt am linken Ufer des Breitbachs, einem Weinbaugebiet direkt gegenüber. Im Süden grenzt eine Streuobstwiese an. Ein Anliegerweg führt 100 Meter nördlich zu einer Gemeindeverbindungsstraße, die entlang des Breitbachs zur Zapfenmühle (0,9 km westlich) bzw. zur Domherrnmühle verläuft (0,7 km östlich).

## Geschichte
Mit dem Gemeindeedikt (frühes 19. Jahrhundert) wurde Weidenmühle dem Steuerdistrikt Willanzheim und der Ruralgemeinde Willanzheim zugewiesen.

### Baudenkmal
- Wohnhaus, 1706 errichtet[5]

### Einwohnerentwicklung
| Jahr      | 001818 | 001836 | 001840 | 001861 | 001871 | 001885 | 001900 |
| Einwohner | 4      | 7      | 6      | 5      | 6      | 6      | 9      |
| Häuser    | 1      | 1      | 1      |        |        | 1      | 1      |
| Quelle    | [ 3 ]  | [ 7 ]  | [ 8 ]  | [ 9 ]  | [ 10 ] | [ 11 ] | [ 12 ] |

## Religion
Weidenmühle ist römisch-katholisch geprägt und bis heute nach St. Martin (Willanzheim) gepfarrt.